# Dingsheim
Dingsheim je občina v departmaju Bas-Rhin francoske regije Alzacija.
Leta 1990 je v občini živelo 1 093 oseb oz. 221 oseb/km².